# Terc-butylester kyseliny chlorné
terc-Butylester kyseliny chlorné je organická sloučenina se vzorcem (CH3)3COCl a ester kyseliny chlorné, obsahuje tedy vazbu O-Cl. Používá se jako chlorační činidlo. Dá se považovat za lipofilní obdobu chlornanu sodného.

## Výroba a reakce
Tato látka se vyrábí chlorací terc-butanolu v zásaditém prostředí:
(CH3)3COH + Cl2 + NaOH → (CH3)3COCl + NaCl + H2O
Využití má terc-butylester kyseliny chlorné při přípravách organických chloraminů:
R2NH + t-BuOCl → R2NCl + t-BuOH